# Michael Fairman
Michael Fairman (n. 25 februarie 1934, New York City, New York, SUA) este un actor și scriitor american.

## Cariera
Acesta este cunoscut pentru următoarele roluri: Nick Szabo⁠(d) din serialul Ryan's Hope⁠(d), inspectorul Knelman în Cagney & Lacey⁠(d) și Patrick Murphy⁠(d) în Tânăr și neliniștit.
De-a lungul carierei sale, Fairman a apărut în seriale precum Îngerii lui Charlie, Eight Is Enough⁠(d), Barnaby Jones⁠(d), Taxi, WKRP în Cincinnati⁠(d), McClain's Law⁠(d), Knight Rider⁠(d), The A-Team, Remington Steele⁠(d), Hill Street Blues⁠(d), The Dukes of Hazzard⁠(d), Newhart⁠(d), 21 Jump Street⁠(d), Dynasty, Night Court⁠(d), My Two Dads⁠(d), Capcana timpului, Cheers, Wings⁠(d), Verdict crimă, Nebun după tine, Alien Nation⁠(d), Seinfeld, L.A. Law⁠(d), Spitalul de urgență , Murphy Brown⁠(d), Brooklyn South⁠(d), Dosarele X, Viper⁠(d), Providence⁠(d), Boy Meets World⁠(d), Sunset Beach, Boston Public⁠(d), Trăsniții din Queens, Dharma & Greg⁠(d), Justiție militară, Mercenarii universului, Poză la minut, Al 7-lea cer, , Ghost Whiperer, Medium⁠(d), Sons of Anarchy⁠(d) și Monk.
A apărut în filmele Războiul celor 13 zile⁠(d) (în rolul lui Adlai Stevenson, ambasador al Statelor Unite la Națiunile Unite), Calea misterelor și Father Stu⁠(d).
De asemenea, a scris cinci episoade pentru serialul WKRP în Cincinnati.

## Viața personală
Fairman a fost un membru al Bisericii Scientologiei⁠(d). A fost prezent în mai multe filme promoționale despre scientologie și a atins ulterior nivelul OT⁠(d). Acesta a părăsit biserica în ianuarie 2011.